# Robert Coldwell Wood

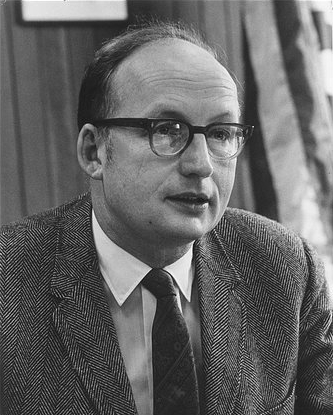
Robert Coldwell Wood

Robert Coldwell Wood (* 16. September 1923 in St. Louis, Missouri; † 1. April 2005 in Boston, Massachusetts) war ein US-amerikanischer Politikwissenschaftler und Politiker, der im Jahr 1969 für kurze Zeit als Bauminister der Vereinigten Staaten unter US-Präsident Lyndon B. Johnson amtierte.
Nachdem Wood ein Stipendium für die Princeton University erhalten hatte, musste er sein dort aufgenommenes Studium wegen seiner Einberufung zur Armee unterbrechen. Er kämpfte im Zweiten Weltkrieg, nahm an der Battle of the Bulge teil, wurde mit dem Bronze Star ausgezeichnet und brachte es bis zum Rang eines Sergeant. Im Anschluss kehrte er nach Princeton zurück, graduierte dort und wechselte nach Harvard. Dort schloss er als Master in Öffentlicher Verwaltung sowie als Master und schließlich als Doktor in Politikwissenschaften ab.
Im Anschluss unterrichtete Wood zwischen 1959 und 1965 selbst Politikwissenschaften am Massachusetts Institute of Technology (MIT). Danach trat er in Staatsdienste und war von 1966 bis Anfang 1969 als stellvertretender Bauminister (Undersecretary) Regierungsmitglied. Dabei war er am Model Cities Program von 1966 und am Fair Housing Act von 1968 beteiligt. Nach dem Rücktritt von Robert C. Weaver rückte er am 7. Januar 1969 zum Bauminister im Kabinett Johnson auf. Bereits 13 Tage später, am 20. Januar, endete seine kurze Amtszeit, als Richard Nixon die Nachfolge Johnsons als Präsident antrat.
Wood kehrte danach ans MIT zurück, wo er das Joint Center for Urban Studies leitete, welches das MIT und die Harvard University gemeinsam betrieben. Zur selben Zeit war er Leiter der Massachusetts Bay Transportation Authority. Von 1970 bis 1977 fungierte er als Präsident der University of Massachusetts; in dieser Zeit expandierte die Hochschule durch Aufnahme des UMass Medical Center in Worcester sowie dessen Campus in Boston. Wood spielte zudem eine wichtige Rolle bei der Verlegung der Präsidentenbibliothek von John F. Kennedy zu ihrem derzeitigen Standort im Bostoner Stadtteil Columbia Point.
1965 wurde Wood in die American Academy of Arts and Sciences gewählt. 1986 erhielt er die Wiener-Medaille für Kybernetik von der American Society for Cybernetics. Er verstarb 2005 und hinterließ seine Frau Margaret sowie einen Sohn, den Schauspieler Frank Wood, und zwei Töchter. Seine Tochter Maggie Hassan war von 2013 bis 2017 Gouverneurin des US-Bundesstaates New Hampshire und dient seitdem als Senatorin für New Hampshire im Senat der Vereinigten Staaten.